# Лазурно водно конче
Coenagrion puella е вид водно конче от семейство Coenagrionidae. Видът не е застрашен от изчезване.

## Разпространение и местообитание
Разпространен е в Австрия, Азербайджан, Албания, Алжир, Андора, Армения, Беларус, Белгия, Босна и Херцеговина, България, Германия, Грузия, Гърция, Дания, Ирландия, Испания, Италия, Казахстан, Кипър, Латвия, Литва, Люксембург, Малта, Мароко, Молдова, Монако, Монголия, Нидерландия, Норвегия, Полша, Португалия, Северна Македония, Румъния, Русия, Словакия, Словения, Тунис, Туркменистан, Турция, Унгария, Финландия, Франция, Чехия, Швейцария и Швеция.
Среща се на надморска височина от 2,3 до 76,8 m.